# Larry McDonald
Lawrence Patton McDonald, M.D. (1. dubna 1935 Atlanta, Georgie – 1. září 1983 Sachalin, Sovětský svaz) byl americký politik. McDonald byl členem někdejšího konzervativního jižanského křídla Demokratické strany a ve Sněmovně reprezentantů v letech 1975 až 1983 působil za stát Georgie. Jako cestující letu Korean Air 007, spolu s ostatními pasažéry a posádkou, zahynul při sestřelu Boeingu 747 jihokorejských aerolinek sovětským stíhacím letounem Suchoj Su-15 poblíž ostrova Sachalin. Stal se tak jediným členem amerického Kongresu, kterého během studené války zabil nepřítel.[zdroj?] V době před svou smrti zvažoval prezidentskou kandidaturu. Byl bratrancem generála Pattona.
Byl zastáncem konzervativních hodnot, vystupoval ostře proti komunismu, sociálnímu státu a nucenému rozvážení dětí autobusy do vzdálených škol (tzv. forced busing) v rámci nucené rasové desegregace. Byl druhým předsedou John Birch Society a členem World Anti-Communist League. Jako jeden z mála posledních konzervativních jižanských demokratů odmítal zavedení dne Martina Luthera Kinga jako amerického svátku.